# Amtsgericht Gardelegen
Das Amtsgericht Gardelegen ist ein Gericht der ordentlichen Gerichtsbarkeit in Deutschland. Es gehört zum Bezirk des Landgerichtes Stendal und des Oberlandesgerichtes Naumburg. Sitz des Gerichtes ist die Hansestadt Gardelegen. Neben der Hansestadt Gardelegen gehören die Städte Kalbe und Klötze, sowie die Gemeinde Jerchel zum Gerichtsbezirk. Der restliche Altmarkkreis Salzwedel bildet den Bezirk des Amtsgerichtes Salzwedel.

## Geschichte
Von 1849 bis 1879 bestand in Gardelegen das Kreisgericht Gardelegen im Sprengel des Appellationsgerichtes Magdeburg. Im Rahmen der Reichsjustizgesetze wurden 1879 reichsweit einheitlich Oberlandes-, Land- und Amtsgerichte gebildet. Das königlich preußische Amtsgericht Gardelegen wurde mit Wirkung zum 1. Oktober 1879 als eines von 15 Amtsgerichten im Bezirk des Landgerichtes Stendal im Bezirk des Oberlandesgerichtes Naumburg gebildet. Der Sitz des Gerichtes war die Stadt Gardelegen. Sein Gerichtsbezirk umfasste den Landkreis Gardelegen ohne die Teile, die den Amtsgerichten Neuhaldensleben, Calbe, Oebisfelde, Weferlingen und Clötze zugeordnet waren. Am Gericht bestanden 1880 zwei Richterstellen. Das Amtsgericht war damit ein mittelgroßes Amtsgericht im Landgerichtsbezirk.
In der DDR wurden 1952 die Amtsgerichte aufgehoben und einheitlich Kreisgerichte gebildet. Gardelegen kam zum Kreis Gardelegen, entsprechend entstand das Kreisgericht Gardelegen im Bezirk des Bezirksgerichtes Magdeburg. Mit dem Gerichtsorganisationsgesetz von Sachsen-Anhalt wurden das Kreisgericht 1992 aufgehoben und erneut ein Amtsgericht Gardelegen gebildet und erneut dem Landgericht Stendal zugeordnet.